# Gerhard Cornelius von Walrave
Gerhard Cornelius von Walrave (Walrawe oder auch Walrabe) (* vermutlich 1692 in Warendorf an der Ems, Westfalen; † 16. Januar 1773 in Magdeburg) war ein preußischer Generalmajor und Festungsbaumeister.

## Leben

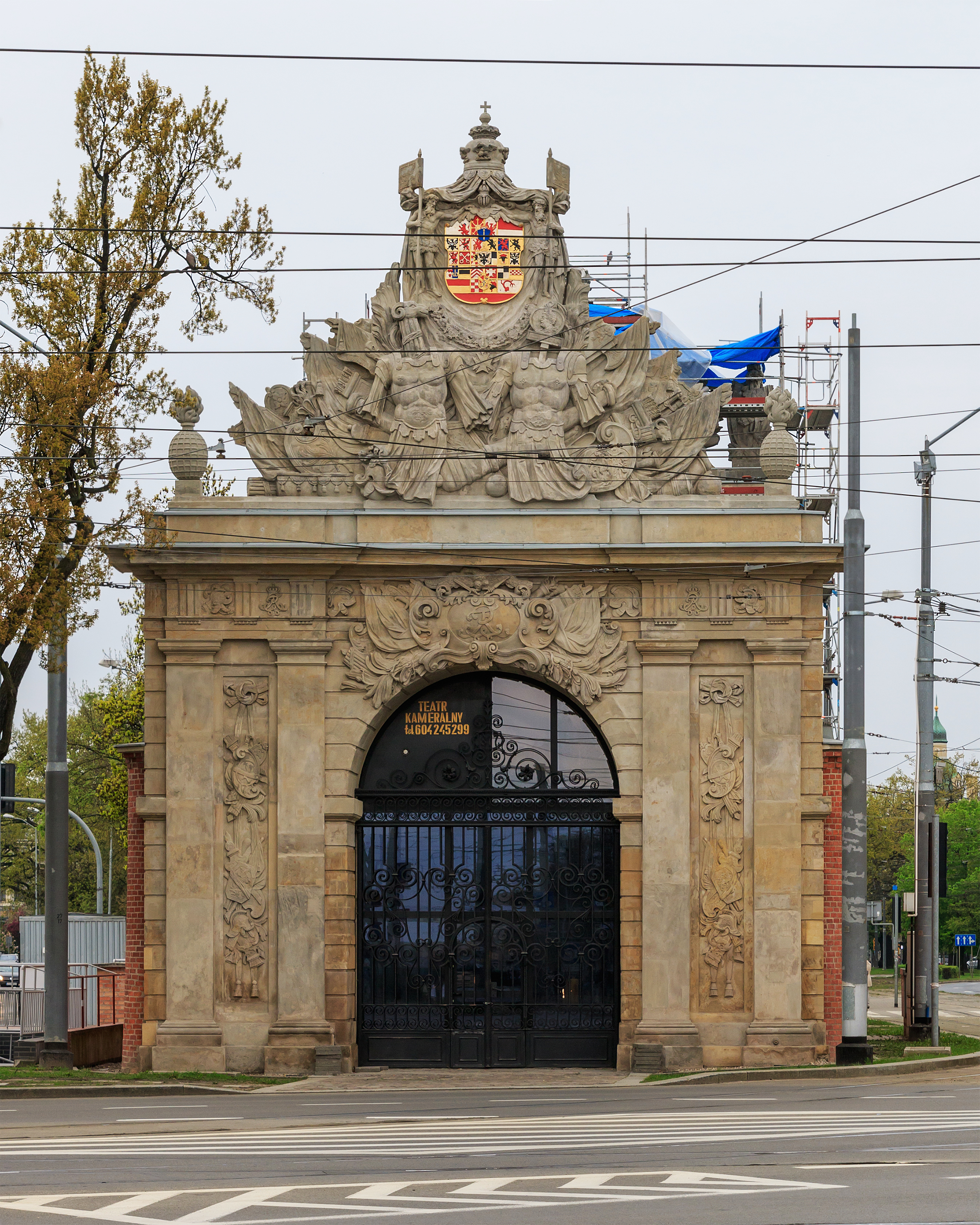
Das Berliner Tor in Stettin von Walrave

Seinen eigenen Angaben zufolge wurde von Walrave im Jahr 1692 in Westfalen als Sohn eines Offiziers in holländischen Diensten geboren, der 1712 an der Belagerung von Douai teilgenommen hat. Walrave, der wohl bereits in jugendlichem Alter Militärdienste genommen hat, stand zunächst sieben Jahre lang selbst als Ingenieur in den Diensten der Generalstaaten, bevor er 1715 auf Empfehlung des Fürsten Leopold von Anhalt-Dessau als Major in preußische Dienste übertrat. Über Walraves Ausbildung zum Ingenieuroffizier ist wenig bekannt; angeblich war er ein Schüler des berühmten Maximilian von Welsch, „dessen völlig neuartige Gedanken (er) in das preußische Festungsbauwesen vom Rhein her verpflanzt hat“.
In Preußen machte Walrave rasch Karriere. Am 7. August 1722 wurde er zum Oberstlieutenant befördert, am 11. Oktober 1724 wurde ihm zusammen mit seinem Cousin Friedrich Wilhelm der preußische Adelsstand verliehen, und am 21. März 1729 übertrug ihm König Friedrich Wilhelm I. das Kommando und die besondere Aufsicht über das Korps der Ingenieure. Eine Instruktion, die ihm eine große Machtfülle zugestand, regelte seinen Wirkungskreis. Bereits am 10. Juli 1729 erfolgte die Beförderung zum Obersten. Walraves hervorragender Ruf und seine Stellung gründeten sich insbesondere auf seine Leistungen als Festungsbaumeister in Magdeburg, Stettin und Wesel. Auch außerhalb Preußens genoss er ein hohes Ansehen. So wurde er beim Bau der Festung Kehl und der Festung Mainz herangezogen.
In Magdeburg ließ er das Haus Domplatz 9 errichten, das heute zum Komplex des Landtags von Sachsen-Anhalt gehört. Außerdem wurde für ihn das Gebäude Kreuzgangstraße 7 gebaut. König Friedrich Wilhelm I. verlieh ihm 1727 das Recht, die Passagiere der benachbarten Post zu verpflegen. Walrave verpachtete die Gastwirtschaft und veräußerte sie später. 
Als im Jahr 1733 angesichts der politisch angespannten Situation, die die Frage nach der polnischen Thronfolge nach dem Tode Augusts des Starken ausgelöst hatte, die verfallene Reichsfestung Philippsburg in einen verteidigungsfähigen Zustand versetzt werden sollte, hatten dazu ein kaiserlicher und ein kurmainzischer Offizier sowie Walrave entsprechende Vorschläge eingereicht. Walraves Vorschlag wurde angenommen und mit einem Honorar von 1000 (nach Bonin sogar 3000) Speciesdukaten prämiert, er selbst mit der Ausführung beauftragt, wofür König Friedrich Wilhelm ihm Urlaub gewährte. Im August 1733 kam er in der Festung an, traf seine Anordnungen, zu deren Umsetzung ihm österreichische und preußische Ingenieuroffiziere unterstellt waren, benahm sich aber höchst anmaßend und ungebührlich und reiste am 18. Oktober wieder ab, als er aufgrund des zu befürchtenden Anmarsches der Franzosen um seine Sicherheit fürchtete. In der Zwischenzeit hatte er sich sowohl bei den Behörden als auch bei der Bürgerschaft der Stadt äußerst unbeliebt gemacht. Der kaiserliche Feldmarschalleutnant Gottfried Ernst von Wuttgenau, der bald danach eintraf und die Festung tapfer verteidigte, hatte an Walraves Plänen einiges auszusetzen und zu ändern.
Im preußischen Offizierskorps galt Walrave als Emporkömmling und Außenseiter. Obgleich mit einer unbestreitbar außergewöhnlichen Begabung als Ingenieur und Baumeister ausgestattet, waren es sein herrischer und rachsüchtiger Charakter sowie ein haltloser Lebensstil, die ihm zahlreiche Anfeindungen eintrugen. So übertrug er persönliche Abneigungen auf den Dienst und nutzte die Möglichkeiten zur persönlichen Bereicherung in einer Art und Weise, die als unanständig betrachtet wurde. Verschiedene Beschwerden gegen Walrave erforderten zwar das Einschreiten des Königs, doch Friedrich Wilhelm entzog dem genialen Ingenieuroffizier niemals seine Gunst. Auch sein Nachfolger Friedrich II. bezeugte zunächst seine Wertschätzung Walraves, dessen Fähigkeiten er bei den Verstärkungsbauten der in den Schlesischen Kriegen neuerworbenen Festungen dringend benötigte. Mit Patent vom 4. Mai 1741 wurde Walrave zum Generalmajor ernannt, erhielt den neu gestifteten Orden Pour le Mérite und stellte in Neisse ein Pionierregiment auf, das seinen Namen trug. Nach dem Ersten Schlesischen Krieg wurde er von König Friedrich II. mit dem Umbau und der Erweiterung der Festung Glatz beauftragt.
Während des Zweiten Schlesischen Kriegs sollte Walrave die Festungswerke der eroberten Stadt Prag wiederherstellen. Als faktischer Kommandant von Prag verschaffte er sich die Erlaubnis, den Palast des Grafen Gallas auszurauben. Zum großen Ärgernis der preußischen Offiziere, die dieses Verhalten im Gegensatz zum König nicht billigten, ließ Walrave den reichen Hausrat, Gemälde und Silberzeug auf sein Landgut Liliput bei Hohenwarthe an der Elbe schaffen.
Nach dem Frieden von Dresden sank Walraves Stern sehr schnell. Zwar übertrug ihm der König noch die ehrenvolle Aufgabe, eine Abhandlung zur Verteidigung befestigter Plätze abzufassen, die Walrave am 19. November 1747 dem König überreichte und die dessen ganzen Beifall fand, doch bald sollte das Verderben über ihn hereinbrechen. Durch seine verschwenderische Lebensweise geriet er in Konkurs und musste seine Kunstschätze veräußern. Darüber trat er mit dem sächsischen Gesandten von Bülow und dem russischen Gesandten von Keyserlingk in Verbindung. Ferner soll der österreichische Gesandte Bernes versucht haben, Walrave zum Übertritt in österreichische Dienste zu bewegen. Dies alles erregte den Argwohn des Königs, und er beauftragte seinen Generaladjutanten Hans Karl von Winterfeldt, eine Untersuchung gegen Walrave durchzuführen. Dabei traten die Unterschlagungen Walraves zutage. Bereits am 29. Januar 1748 berichtete Winterfeldt dem König, dass Walrave des Betruges von 41.612 Talern klar überführt sei. Am 10. Februar 1748 wurde Walrave in Berlin verhaftet, als er im Begriff stand, in Gesellschaft des russischen und sächsischen Gesandten zur für den Folgetag geplanten Besichtigung der zum Verkauf stehenden Kunstgegenstände nach Liliput abzureisen. Er wurde nach Magdeburg verbracht, wo er in den Kasematten der Sternschanze in strenge Einzelhaft genommen wurde, ohne unmittelbaren oder schriftlichen Kontakt zu anderen Personen außerhalb des Gefängnisses. Seiner Frau wurde eine Besuchserlaubnis erteilt, jedoch unter der Auflage, dass sie bis zum Lebensende ihres Mannes ebenfalls im Gefängnis bleiben müsse, ohne jeglichen Kontakt nach außen. Sie lehnte dies ab und zog wieder in ihr Haus in Neiße. Walrave verbrachte – ohne gerichtliches Verfahren und Urteil – die verbleibenden 25 Jahre seines Lebens in Magdeburg in Haft. Dort verstarb er 81-jährig am 16. Januar 1773.

## Nachleben
- Walraves Sturz war 1980 Gegenstand des Fernsehspiels Der Fall Walrawe im ZDF mit Werner Kreindl in der Hauptrolle.
- Eine freie Gestaltung von Walraves Schicksal stellt die Novelle Die Südseeinsel (1923) von Hans Franck dar.